# 15783 Briancox
15783 Briancox eller 1993 PZ2 är en asteroid i huvudbältet som upptäcktes den 14 augusti 1993 av den belgiske astronomen Eric W. Elst vid CERGA-observatoriet. Den är uppkallad efter fysikern Brian Edward Cox.
Den tillhör asteroidgruppen Hilda.